# 85299 Неандер
85299 Неандер (85299 Neander) — астероїд головного поясу, відкритий 5 жовтня 1994 року.
Тіссеранів параметр щодо Юпітера — 3,481.